# Grand Hotel Corallo

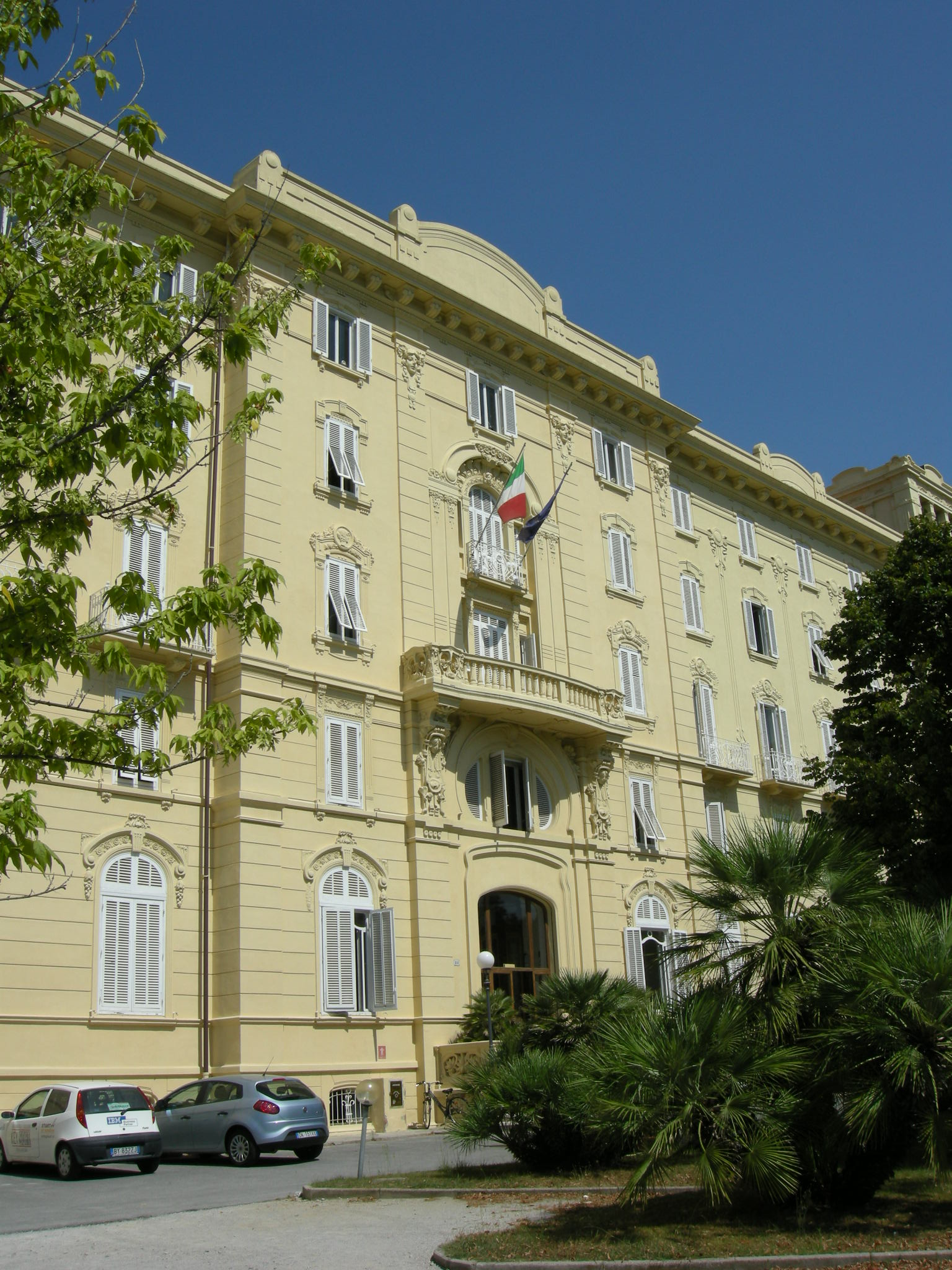
Corpo centrale

Il Grand Hotel Corallo, noto anche come Albergo Corallo o Terminus Corallo, è uno degli alberghi storici di Livorno, situato in piazza Dante 19.
Un tempo annesso all'adiacente Stabilimento termale Acque della Salute, ha perso la sua funzione originaria ed è stato sede di numerosi uffici. Al momento la struttura è inutilizzata.

## Storia
Costruito su progetto dell'ingegner Angiolo Badaloni per conto della Società Acque della Salute su un terreno già di proprietà Pannocchia, all'esterno della Barriera Vittorio Emanuele, l'edificio venne inaugurato entro il 1910 - è nominato nella Guida Album del 1905, Damigella riporta il 1906 come data di costruzione, Cresti ne fissa i termini tra il 1905 e il 1910, compare in una Pianta di Livorno allegata alla Guida del 1912 - , in ogni caso pochi anni dopo il completamento del contiguo Stabilimento delle Acque della Salute in funzione del quale venne costruito.
Prestigioso luogo di incontro dei "vacanzieri" termali, secondo la moda di inizio secolo, e posto in posizione estremamente favorevole data la vicinanza della coeva stazione ferroviaria, l'edificio concluse il suo periodo di splendore con la prima guerra mondiale, pur continuando a rimanere albergo di prestigio fino agli anni quaranta.
Dopo la seconda guerra mondiale fu sede del Comando alleato, poi cadde in stato di progressivo abbandono.
Intorno al 1970 fu acquistato dalla società S.A.T.A. che ne curò la totale ristrutturazione in uffici, con gravi manomissioni negli interni.
Nel 1981 passò di proprietà alla Ital40 S.p.A. di Milano e nel 1991 alla Società Triton di Roma che lo gestisce; è stato posto in vendita.
"Riscoperto" alla fine degli anni settanta grazie al risveglio di interesse per l'architettura del Liberty italiano, l'edificio (di cui alcune foto d'epoca testimoniano il perduto splendore) si qualifica particolarmente per la forte presenza di elementi decorativi nei quali si ritrovano le tematiche ornamentali "più affini al liberty" (Cresti 1987, p. 303) sebbene mescolati a componenti del repertorio classicista.

## Contesto urbano

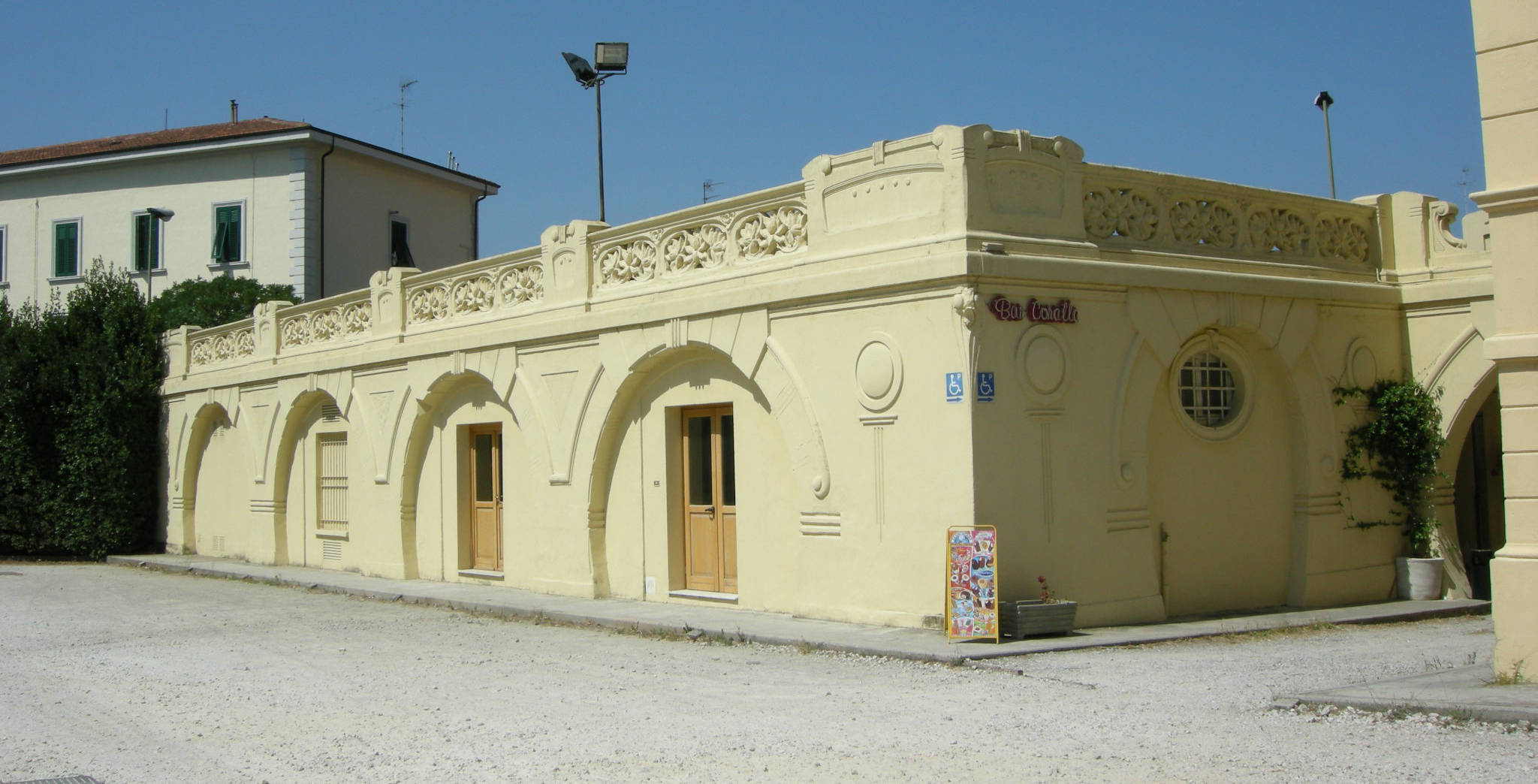
Il bar

Isolato al centro di un parco di forma triangolare delimitato da un muro di cinta a colonnine di cemento con cancellata di accesso di gusto liberty in ferro verniciato (che originariamente circondava l'intero complesso), l'edificio è separato dai giardini della piazza Dante, della quale chiude un intero lato, dalla via degli Acquedotti. Quest'ultima, da amena passeggiata ottocentesca tracciata da Pasquale Poccianti è diventata, in seguito alla costruzione del cavalcavia ferroviario, una strada a scorrimento veloce di collegamento tra il centro cittadino e la variante Aurelia, distruggendo totalmente l'unitarietà della zona e l'originario rapporto diretto dell'ex hotel Corallo con lo spazio antistante.
Sul lato opposto della piazza Dante sorge la stazione ferroviaria. Sul retro, dove il tessuto edilizio si fa più minuto, l'edificio impone maggiormente la sua presenza e si affaccia direttamente sul viale Ugo Foscolo con la testata del corpo posteriore, mentre il muro di cinta si apre con la cancellata dell'ingresso secondario.
A lato dell'edificio, separato da un muro, sorge l'ormai fatiscente Stabilimento delle Acque della Salute, originariamente in stretto rapporto con l'albergo che dallo stabilimento stesso e dalle cure termali che vi si svolgevano traeva motivo di esistenza.

## Architettura

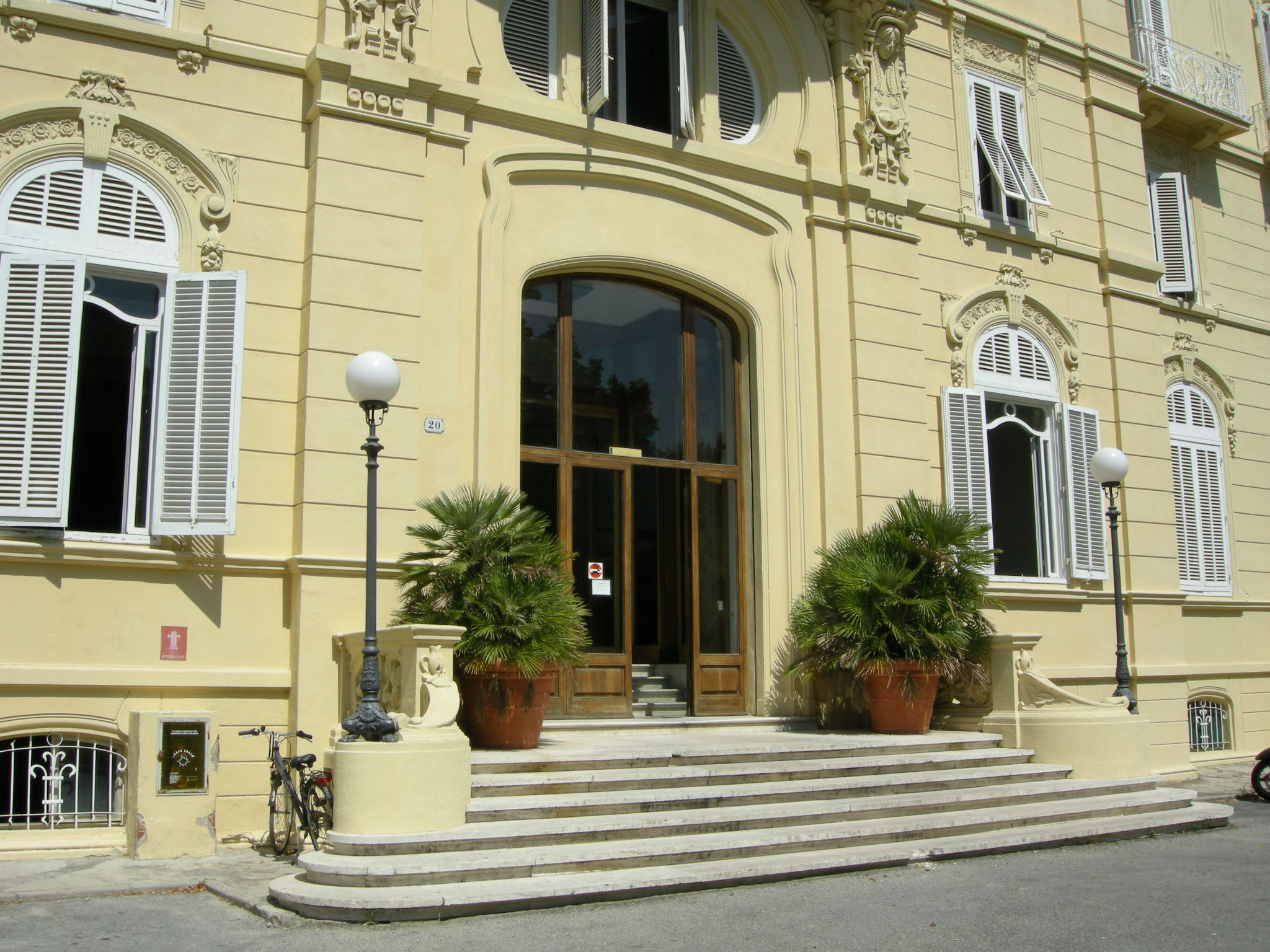
L'ingresso

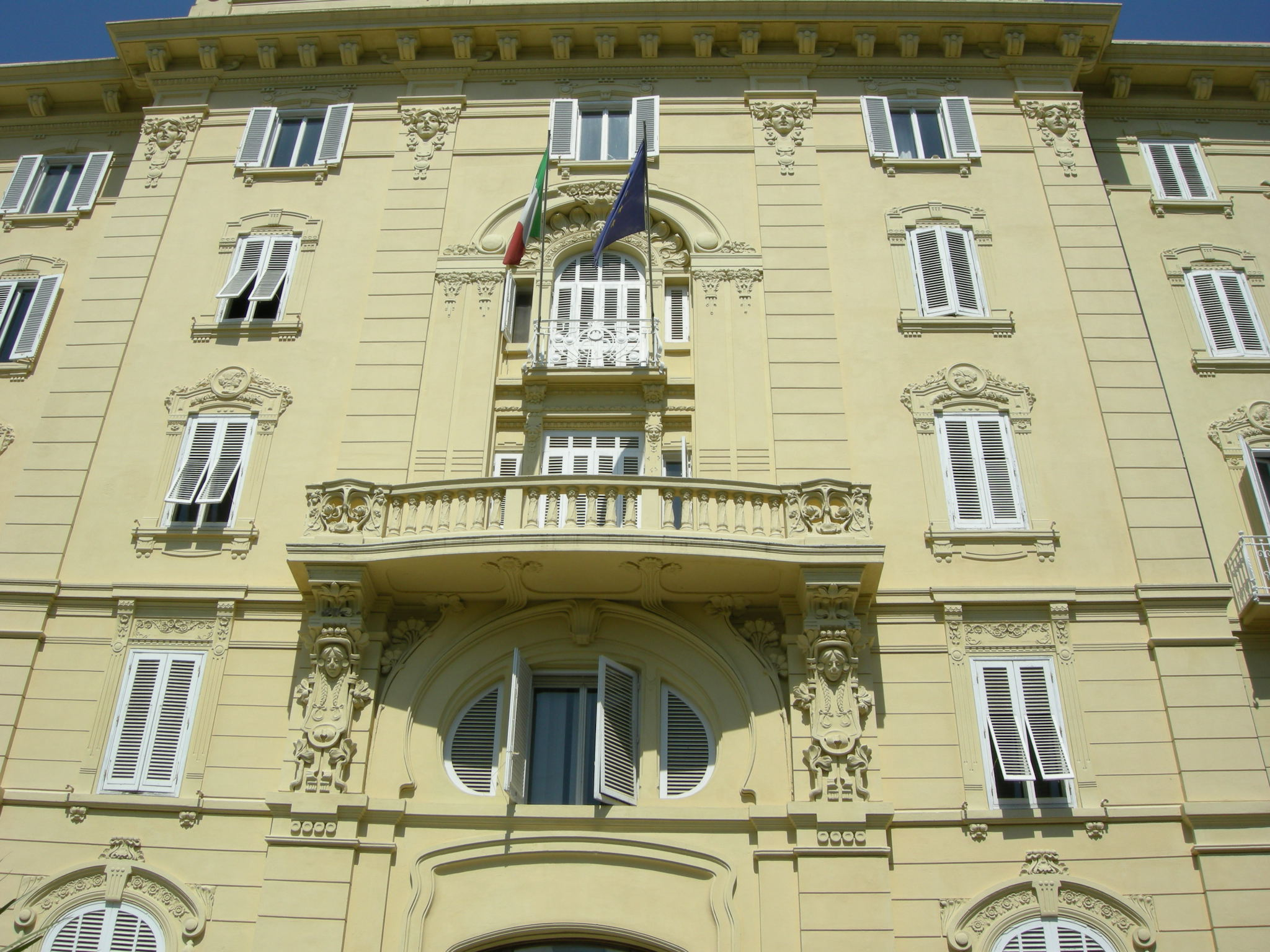
Il balcone

La grande mole dell'edificio presenta impianto a "T" rovesciata, con il corpo principale rettangolare elevato su cinque piani fuori terra oltre il seminterrato e un breve corpo posteriore ad un solo piano rialzato.
All'estremità ovest del corpo principale è collegata, tramite un passaggio a ponte, una bassa costruzione a pianta triangolare, destinata a bar, scandita in alzato da arcate in origine aperte sul davanti, poi tamponate, e coperta a terrazza con balaustra ad arabeschi vegetali in muratura traforata.
Il lungo fronte dell'edificio principale è mosso dai leggeri avanzamenti del settore centrale, dove si apre l'ingresso, e dei due corpi alle estremità, conclusi oltre la gronda da torrette originariamente a loggia, chiuse con infissi in legno e vetro.
L'alta fascia in muratura, che svolge funzioni di attico e nasconde le falde della copertura a tetto, si modella in corrispondenza dell'ingresso in una larga insegna che in origine recava la scritta "Hotel Corallo" presumibilmente in ceramica.
Tutti gli inserti policromi ceramici e pittorici dell'attico e dei fronti, particolarmente ricchi nel fregio sotto la trabeazione di coronamento, sono scomparsi e il trattamento coloristico di facciata, in origine differenziato, appare omogeneo, eludendo le numerose componenti decorative ed appiattendo la composizione d'insieme.
La regolare scansione delle aperture, arricchite da elaborate cornici di fattura differente su ciascun piano, è intervallata nei tre piani superiori da elementi decorativi verticali a nastro uscenti da medaglioni, mentre i primi due piani sono segnati da fasce orizzontali e i cantonali rafforzati da file di finte bugne lisce concluse da protome femminili.
File di cornici segnano lo stacco tra la parte basamentale e il settore superiore e precedono la gronda aggettante, sostenuta da mensolotti.
Non manca la presenza del ferro battuto, modellato in linee sinuose nelle ringhiere dei balconcini del terzo piano, mentre la balaustrata della terrazza laterale al pian terreno è in muratura, con traforati arabeschi vegetali intervallati da pilastrini.
Tale eterogeneo repertorio decorativo di non eccelsa fattura, dove convivono stilemi di impronta liberty e motivi di retaggio classicista, si coagula intorno all'arcone centrale rimarcato dal forte aggetto del balcone. Il settore in cui si apre l'ingresso è infatti inquadrato da lunghe lesene a bugne lisce concluse da protome femminili, e si articola in una elaborata successione verticale comprendente il portale di accesso, circondato da una sinuosa cornice; la finestra superiore a bulbo tripartita, con decorazioni floreali in rilievo nei cunei laterali e cornici che proseguono sull'aggetto aprendosi con corolle di fiori; il balcone, sostenuto da mensoloni scolpiti con volti femminili incorniciati da motivi vegetali e chiuso da una pesante balaustrata; la grande arcata, infine, inquadrata da lesene piatte e coronata da una spessa ghiera scolpita a fogliame, dentro la quale si aprono le portefinestre del secondo e del terzo piano.
Le torrette, coronate anch'esse da una fascia in muratura sagomata, mostrano un trattamento decorativo di gusto più marcatamente secessionista, con il fregio ornato da triglifi stilizzati e gruppi di fiori, e le lesene sottostanti arricchite nel fusto da listelli verticali e protome femminili e nei capitelli da corolle di rose.
La composizione del fronte principale si ripete sostanzialmente identica sul prospetto opposto, con la sola variazione del settore centrale, qui più semplicemente tripartito dalle lesene a bugne, scansione che viene riproposta sulle brevi testate.
Il corpo trasversale sul retro, dove in origine si trovava lo splendido salone ristorante con le grandi portefinestre affrontate e aperte sul lato Est sulla terrazza cui si accede con breve scalinata circolare, ancora dotata della ringhiera originale in ferro battuto, è collegato al corpo principale da un ulteriore basso padiglione con testata circolare ad Ovest, e da un secondo corpo aggiunto successivamente su parte della terrazza.
Il corpo sul retro prospetta sulla strada con una testata classicista conclusa da un timpano triangolare, trattata a fasce orizzontali intervallate da cornici e divise in riquadri intorno alla grande finestra centrale ad arco. Le facciate sono scandite dalle aperture e decorate, nella fascia sotto la gronda sagomata in aggetto, da coppie di peducci scolpiti.

### Interno

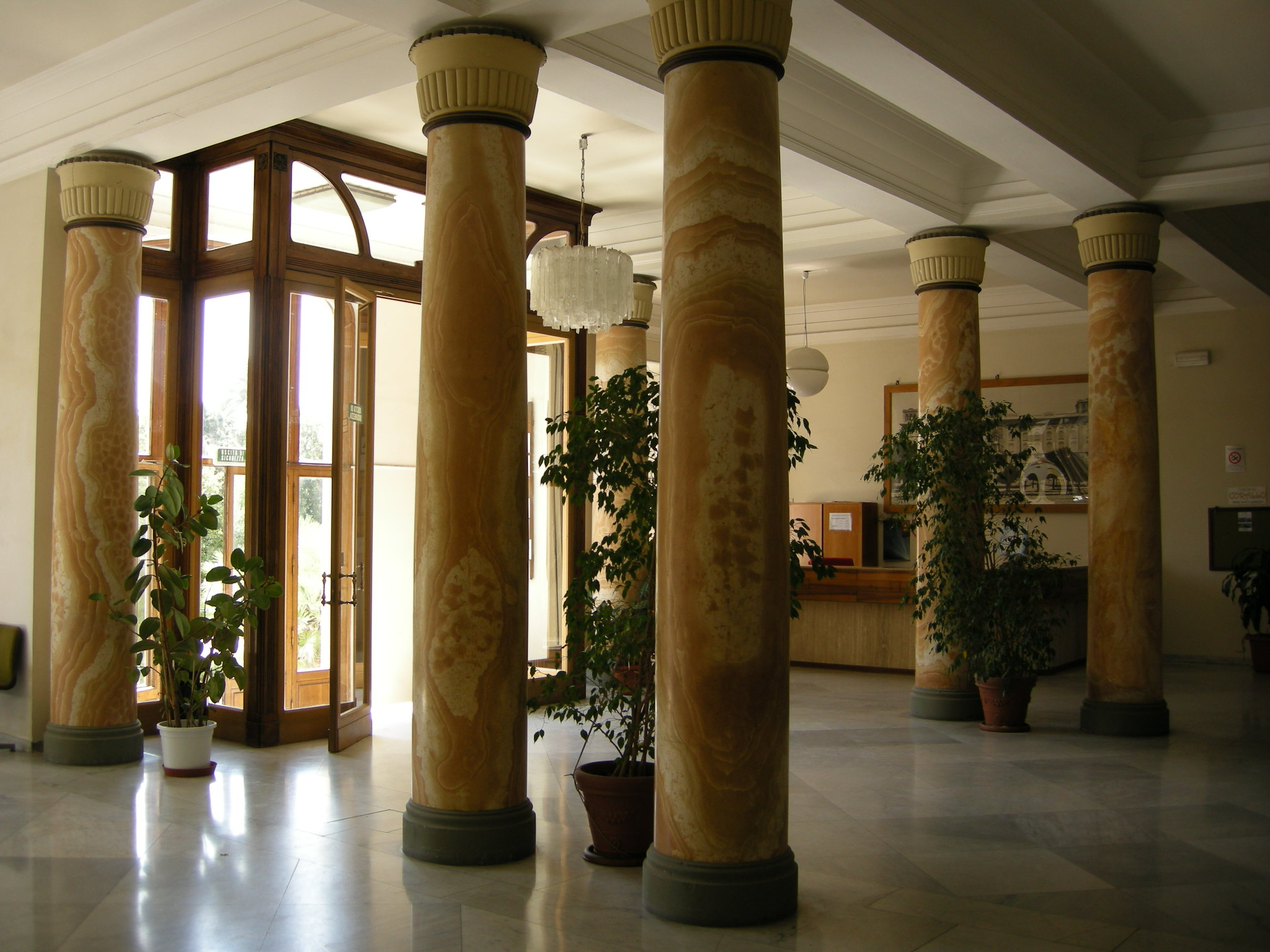
La hall

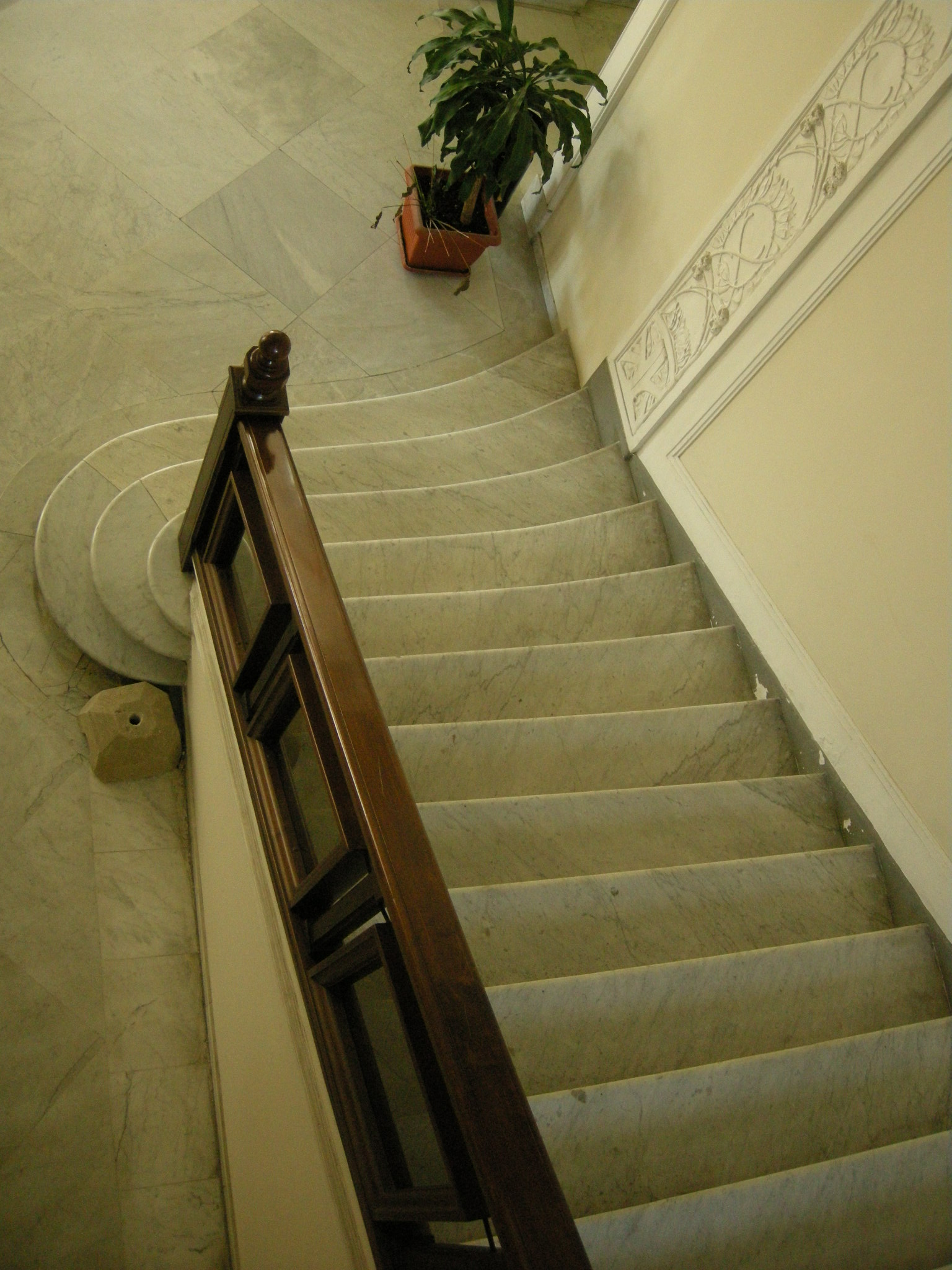
La scalinata

Lo spazio interno del grande salone, visibile in una foto d'epoca, è stato completamente stravolto per la nuova destinazione a sede IBM e amputato del ricco apparato decorativo di stucchi scolpiti a motivi zoomorfi, degli inserti pittorici di Ulisse Picchi (1867-1920), delle lesene affioranti tra le finestre arricchite da capitelli con animali marini, delle grandi lumiere a soffitto e a parete.
La volta, ancorata, è stata privata delle unghie laterali ma conserva il grande lucernario rettangolare al centro. Originali sono anche gli infissi esterni e le vetrate interne.
Sul fondo, in un vano triangolare, è collocata la scaletta in pietra di collegamento con gli ambienti a volta del seminterrato, occupato dal Circolo del Bridge.
Gravi manomissioni sono state compiute anche negli interni del corpo principale, distribuiti da lunghi corridoi simmetrici che si dipartono dai lati dello scalone. Il grande atrio e i saloni a pian terreno presentavano originariamente decorazioni pittoriche, poi completamente scomparse. Le volte sono state coperte da controsoffittature e le pavimentazioni originali, in marmo, nascoste da un pavimento galleggiante per il passaggio di cavi e fili elettrici. Nei saloni rimangono gli infissi e le cornici a stucco con motivi floreali.
Più consistenti le tracce della decorazione originale a stucco nelle stanze all'estremità Est, dove i pilastri conservano le delicate protome femminili sul fusto e i fasci di rose sui capitelli.
La grande hall d'ingresso, pavimentata a quadroni di marmo bianco e grigio disposti a scacchiera, è qualificata da otto grandi colonne che originariamente suggerivano il percorso privilegiato di accesso al salone sul retro.
La hall è stata privata di tutti gli arredi originali (banco della reception in mogano scuro, bussola girevole d'entrata, cabine telefoniche sulla parete) e le colonne in gesso dipinte a finto marmo hanno sostituito le originali colonne in marmo rosa venato. Sul fondo della galleria colonnata si trovano, a destra, la scala interna di servizio e il blocco degli ascensori, mentre sulla sinistra si apre il grande scalone in marmo a due rampe, con ringhiera in legno al posto di quella originale in ferro battuto.
Decorata da stucchi con motivi vegetali negli intradossi degli arconi dei pianerottoli di arrivo ai piani, la scalinata prende luce dai finestroni sul retro che ancora conservano gli infissi in legno dell'epoca. Ai piani superiori, tutti sistemati ad uffici, l'unica traccia delle pavimentazioni originali è costituita dal parquet della stanza centrale dell'ex-appartamento reale al primo piano.

## Altre immagini

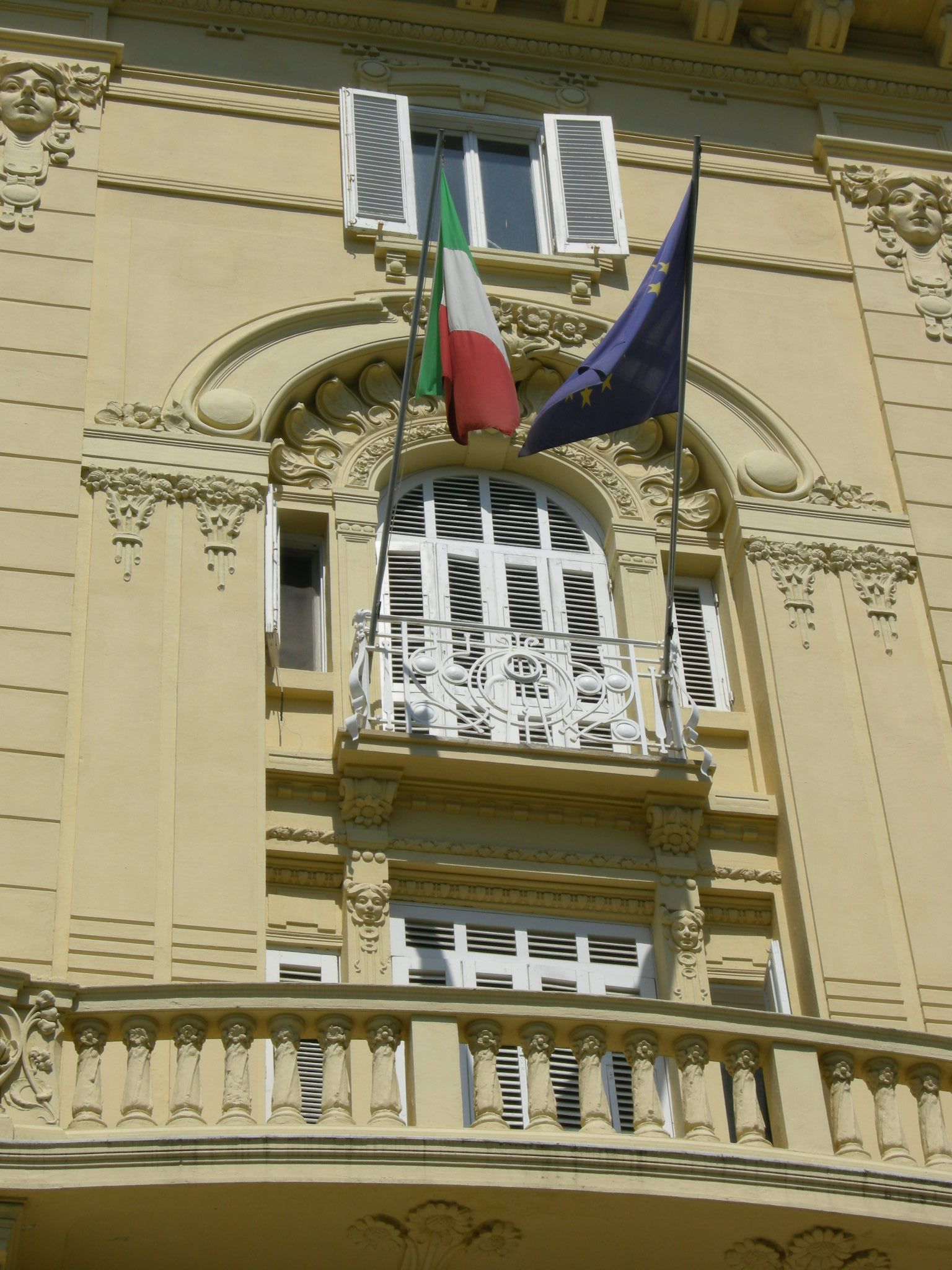
Dettaglio della facciata
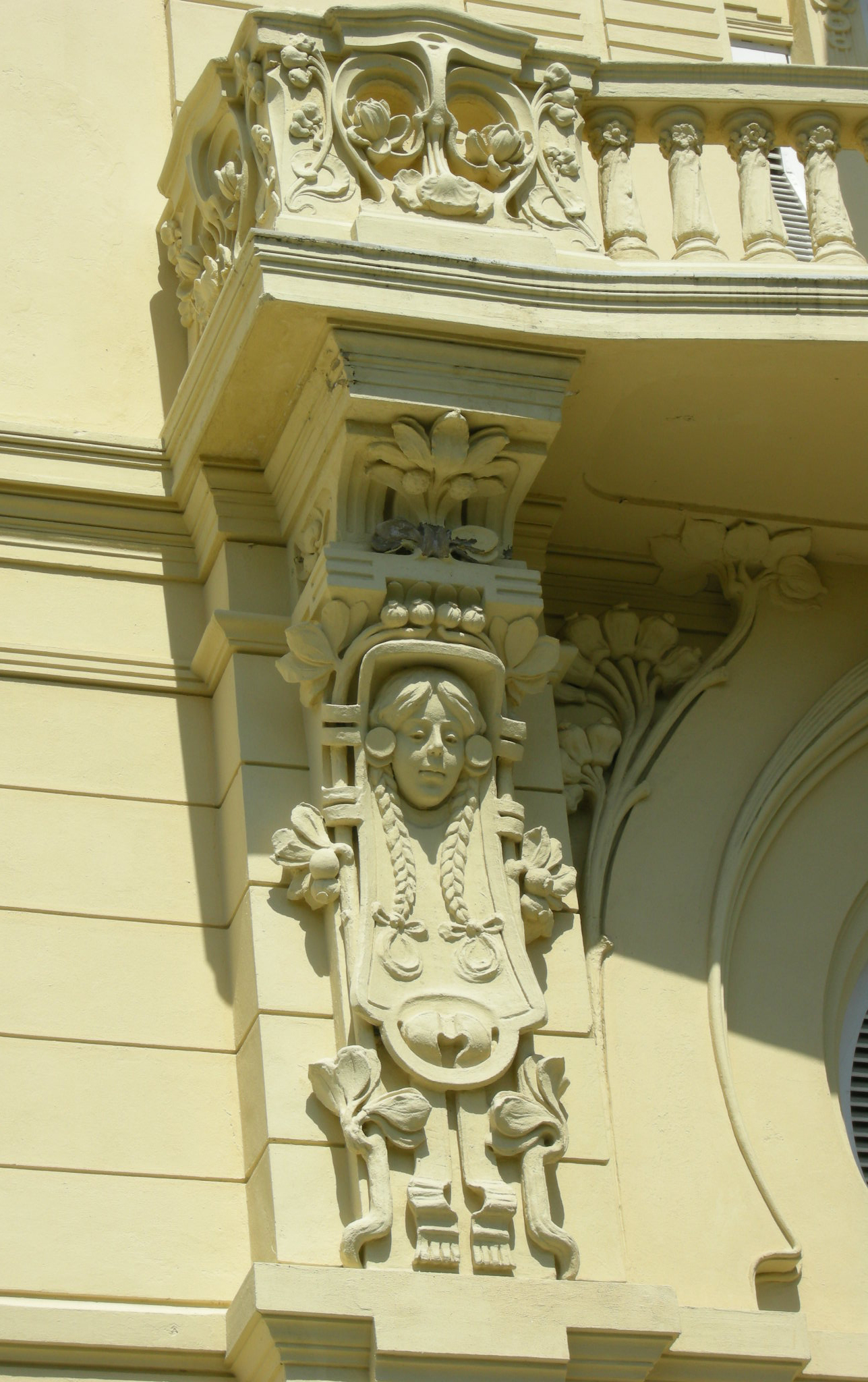
Dettaglio della facciata
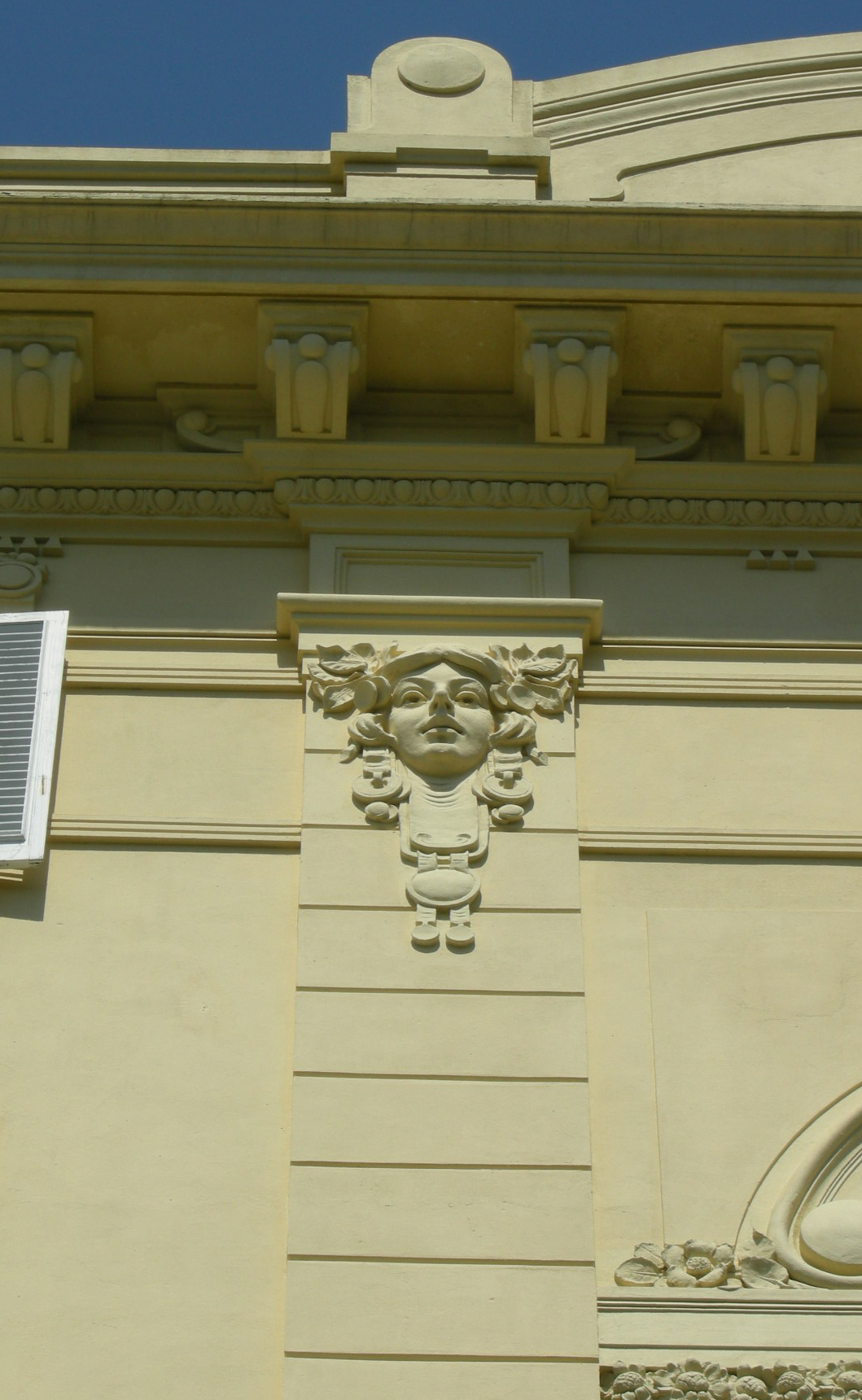
Dettaglio della facciata
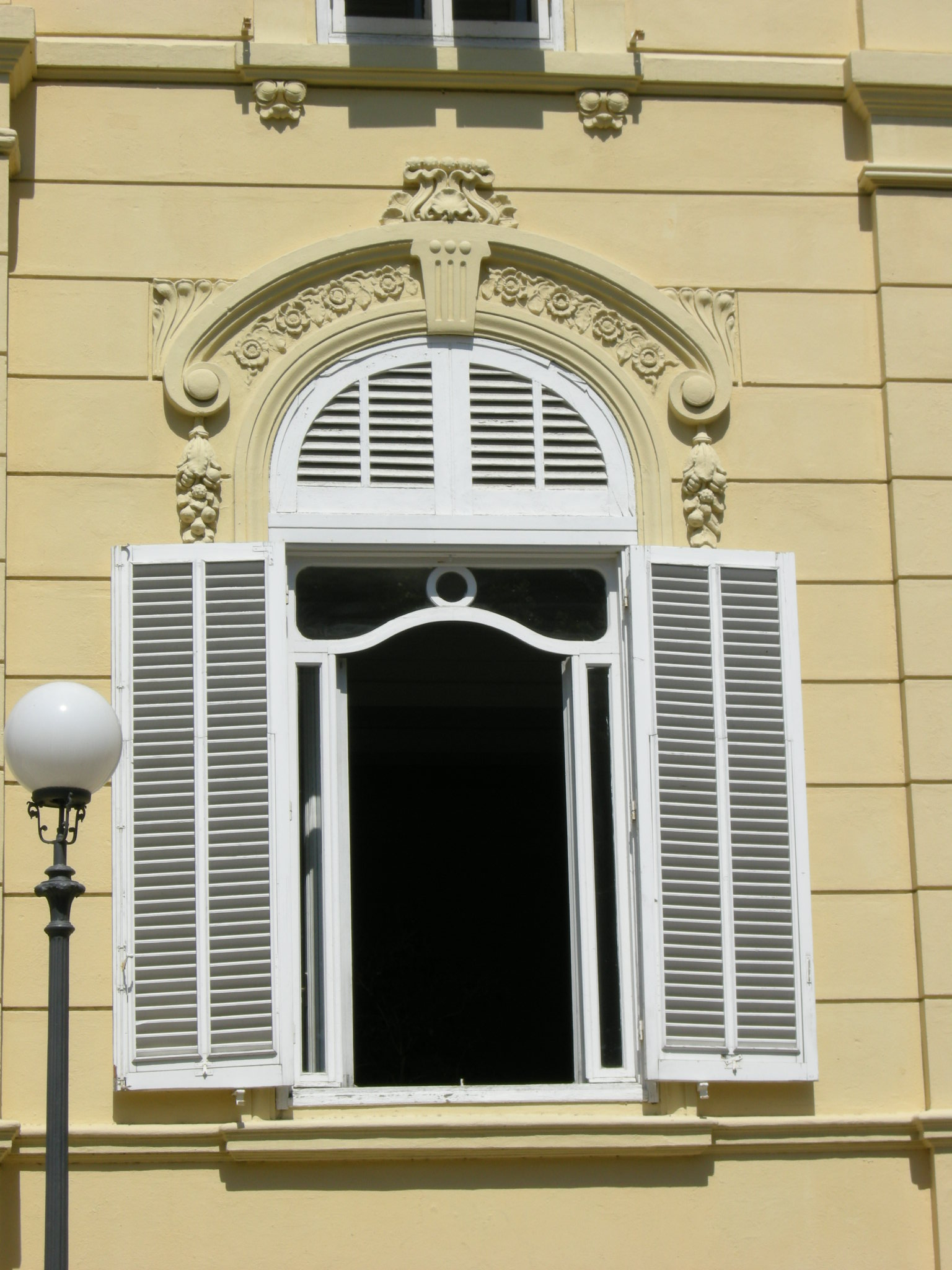
Dettaglio della facciata